# Estación Millantú
Millantú es una estación ferroviaria ubicada en la localidad de Millantú, en la comuna chilena de Los Ángeles, región del Biobío, pero no fue incluida sino hasta finales de la década de 1910. Luego pasó a formar parte de la Red Sur de Ferrocarriles del Estado, y es parte de la línea troncal. Entre 2002 y 2008 la estación sirvió como punto de parada para el servicio Regional Talcahuano-Renaico; actualmente no presta servicios de pasajeros.

## Historia

### Siglo XIX
La red completa del ferrocarril entre Talca y Angol, iniciaron sus obras en 1873 y fueron inauguradas el 1 de enero de 1878. La primera versión del edificio de la estación —la boletería y la vivienda del jefe de estación— fue una construcción de abode y bodegas de madera.
Sin embargo, esta estación no es mencionada en registros de hasta 1916.

### Siglo XX
En algún periodo posterior a 1916 se construyó esta estación llamada entonces San Miguel, que luego del 3 de junio de 1919 fue renombrada como Rarinco, mientras que el 11 de marzo de 1942, mediante decreto del Ministerio de Fomento, la estación fue renombrada como Millantú. Los servicios de pasajeros dejaron de detenerse en Millantú alrededor de 1996.

### SigloXXI
En 2002 se presentan algunos servicios de pasajeros del Tren Talcahuano-Laja desplazándose hasta Renaico y deteniéndose en esta estación. Para la temporada alta de verano los servicios son más estables. El 11 de junio de 2006 los servicios hacia Renaico se paralizan debido a problemas con las vías al norte de esta estación; en este mismo año se suspenden los servicios Terrasur Temuco. En 2008 es suprimido el servicio Laja-Renaico.
En 2022 se reactivaron los servicios de carga entre la región del Biobío —esta estación— y la de Los Ríos —estación Rapaco—, luego de la destrucción de los puentes ferroviarios de Toltén y Cautín. Se ha buscado la manera de reactivar el servicio Laja-Renaico.

## Infraestructura
El último edificio construido para albergar las funciones de la estación fue construido en 1967.[cita requerida] Durante inicios de la década de 2000 el edificio sufre daños permanentes y hacia 2022 ya no existen rastros del edificio de la estación, sin embargo la vía principal sigue siendo utilizada para labores de carga por parte de las empresas papeleras ubicadas en los alrededores.

## Servicios

### Anteriores
Desde la década de 1990 hasta 2008 existió el Servicio Talcahuano-Renaico que ofrecía un servicio regional para pasajeros; originalmente transitaba entre Talcahuano y Laja, pero en 2002 se extendió el servicio hasta renaico. Luego de 2008 el servicio fue nuevamente acortado hasta Laja.